# Longford Town Football Club
Il Longford Town Football Club è una società calcistica irlandese con sede nella piccola cittadina di Longford. Fondata nel 1924, gioca le sue partite casalinghe nel Flancare Park ed è soprannominata Town o De Town. Attualmente milita in First Division la seconda serie calcistica irlandese. I colori sociali sono il rosso ed il nero.

## Storia
Il Longford Town venne fondato nel 1924, ma dovette attendere fino al 1984 per entrare a far parte della Premier Division. Nel suo primo anno nel massimo campionato irlandese, il Longford Town chiuse il campionato in ultima posizione, subendo così la retrocessione in First Division. L'anno successivo arrivò ultimo anche in First Division, totalizzando appena 7 punti nell'intera stagione. Anche nelle stagioni successive i rossoneri ottennero dei pessimi piazzamenti in First Division, mentre nel campionato 1998-1999 sfiorarono i play-off per la promozione in Premier Division.
Nella stagione 1999-2000 il Longford Town ottenne finalmente la promozione in Premier Division, concludendo il campionato al secondo posto; l'anno successivo i rossoneri ottennero un piazzamento a metà classifica che garantì loro la permanenza nella massima serie. Sempre nella stagione 2000-2001, la squadra di Longford arrivò alla finale della FAI Cup per la prima volta nella sua storia, ma dovette arrendersi per 1-0 al Bohemian. Siccome il Bohemian si era aggiudicato anche la Premier Division, ottenendo così il diritto a disputare i preliminari di Champions League, la partecipazione alla finale di FAI Cup spalancò al Longford Town le porte della Coppa UEFA. Il cammino europeo del club irlandese fu però brevissimo: nel luglio 2001, infatti, il Longford Town venne eliminato nella doppia sfida contro i bulgari del Litex Loveč.
Il campionato 2001-2002 fu molto più negativo di quello precedente e i rossoneri si trovarono costretti a giocare i playout contro il Finn Harps. La doppia sfida, conclusasi con una vittoria per 2-1 ciascuno, venne decisa a favore del Longford Town ai calci di rigore. Il pericolo scampato giovò alla squadra, che nei quattro anni successivi ottenne buoni piazzamenti in campionato e raggiunse tre finali di FAI Cup, vincendone due. Nel 2004 il Longford Town vinse anche la League of Ireland Cup. Grazie ai successi in FAI Cup, il club partecipò per altre due volte alla Coppa UEFA, ma in entrambe le occasioni venne eliminato al primo turno.
Nel 2006 il Longford arrivò ottavo in campionato e nel 2007 arrivò ultimo, subendo così la retrocessione in First Division; a questo risultato contribuì anche la penalizzazione di sei punti inflitta dalla federcalcio irlandese a causa del mancato rispetto di alcune normative federali da parte del Longford. Da quel momento fino a oggi il Longford ha sempre militato in First Division.

## Palmarès

### Competizioni nazionali
- Coppa d'Irlanda: 2

2003, 2004
- League of Ireland Cup: 1

2004
- League of Ireland First Division: 2

2014

### Altri piazzamenti
- Coppa d'Irlanda:

Finalista: 2001, 2007
Semifinalista: 1936-1937, 2015
- League of Ireland Cup:

Finalista: 2003
Semifinalista: 2005
- FAI First Division:

Secondo posto: 1999-2000
Terzo posto: 1985-1986, 2019
Promozione: 2020

## Risultati nella coppe europee

### Coppa UEFA
| Partecipazioni | Partite giocate | Vinte | Pareggiate | Perse | Goal fatti | Goal subiti |
| -------------- | --------------- | ----- | ---------- | ----- | ---------- | ----------- |
| 3              | 6               | 1     | 1          | 4     | 6          | 12          |

### Avversarie in Coppa UEFA
| Stagione | Competizione        | Nazione                  | Squadra         | Punteggio           |
| -------- | ------------------- | ------------------------ | --------------- | ------------------- |
| 2001-02  | Coppa UEFA 1º turno | Bulgaria (bandiera)      | Litex Loveč     | 1-1, 0-2 (1-3 agg.) |
| 2004-05  | Coppa UEFA 1º turno | Liechtenstein (bandiera) | Vaduz           | 0-1, 2-3 (2-4 agg.) |
| 2005-06  | Coppa UEFA 1º turno | Galles (bandiera)        | Carmarthen Town | 2-0, 1-5 (3-5 agg.) |

## Organico

### Rose delle stagioni precedenti
- 2009